# (500370) 2012 TD42
(500370) 2012 TD42 es un asteroide perteneciente al cinturón de asteroides, descubierto el 16 de febrero de 2009 por el equipo del Observatorio Astronómico de Mallorca desde el Observatorio Astronómico de La Sagra, Puebla de Don Fadrique (Granada), España.

## Designación y nombre
Designado provisionalmente como 2012 TD42.

## Características orbitales
Está situado a una distancia media del Sol de 3,138 ua, pudiendo alejarse hasta 3,263 ua y acercarse hasta 3,014 ua: su excentricidad es 0,039 y la inclinación orbital 10,38 grados. Emplea 2031,12 días en completar una órbita alrededor del Sol.
Los próximos acercamientos a la órbita de Júpiter se producirán el 3 de diciembre de 2034, el 23 de mayo de 2045 y el 1 de mayo de 2129, entre otros.

## Características físicas
La magnitud absoluta de 2012 TD42 es 16,1.